# Каџо
Каџо (嘉承), назива се још и Кашо, је јапанска ера (ненко) која је настала после Чоџи и пре Тенин ере. Временски је трајала од априла 1106. до августа 1108. године и припадала је Хејан периоду. Владајући цареви били су Хорикава и Тоба.

## Важнији догађаји Каџо ере
- 3. октобар 1106. (Каџо 1): Петиција која тражи „одстрањивање лоших утицаја на цара“ представљена је у свим већим шинто храмовима.[3]
- 19. август 1107. (Каџо 1, деветнаести дан седмог месеца): Након двадесетједногодишње владавине цар Хорикава у својој 29 години живота умире а трон наслеђује његов једини син, цар Тоба.[4]